# Раєвський Микола Олексійович

Мико́ла Олексі́йович Рає́вський (рос. Николай Алексеевич Раевский; * 30 червня (12 липня за новим стилем) 1894, Витегра Олонецької губернії, нині Вологодської області Росії — † грудень 1988, Алма-Ата, нині Алмати, Казахстан) — російський письменник, дослідник творчості Олександра Пушкіна.

## Біографія
Микола Раєвський народився у повітовому місті Витегра, де його батько служив судовим слідчим.
Коли Миколі було два роки, сім'я переїхала на залізничну станцію Мала Вишера (неподалік від Петербурга) — за новим місцем служби батька. 1902 року Раєвські знову переїхали, цього разу в Подільську губернію. Батько — Олексій Сергійович Раєвський — був членом Кам'янець-Подільського окружного суду . Мешкали Раєвські на вулиці Московській (нині Огієнка) в будинку Любінської .
1913 року Микола Раєвський із золотою медаллю закінчив Кам'янець-Подільську чоловічу гімназію  і вступив на природниче відділення фізико-математичного факультету Петербурзького університету. Добровільно покинув університет і вступив до Михайлівського артилерійського училища.
Учасник Першої світової війни. Бойове хрещення відбулося під час Брусиловського прориву.
Від 1918 року в рядах Білої гвардії. Жив в еміграції.
13 травня 1945 року заарештовано радянською владою. Засуджено до 5 років виправно-трудових таборів.
Від 1961 жив в Алма-Аті.
Автор книг «Якщо заговорять портрети», «Портрети заговорили» (шість видань: 1974—1980), повістей «Джафар і Джахан», «Останнє кохання Пушкіна».